# Klaus Domke
Klaus Domke (* 23. April 1932 in Chemnitz) ist ein ehemaliger deutscher Pfarrer und Politiker (DDR-CDU). 1990 gehörte er der letzten Volkskammer der DDR an.

## Leben und Beruf
Nach dem Besuch der Grundschule in Chemnitz absolvierte Domke zunächst eine Lehre zum Kartonagen-Facharbeiter. Danach folgte eine Ausbildung im evangelisch-lutherischen Diakonenhaus in Moritzburg. In Eisenach legte er das erste und zweite theologische Examen ab, 1976 folgte seine Ordination. Er war zunächst als Gemeindediakon und als Prediger bei der Landeskirchlichen Gemeinschaft Sachsen tätig, später leitete er die Verwaltung der Kirchenmusikschule in Halle. Anschließend war er Pfarrverwalter in Kleinpaschleben und schließlich Pfarrer in Hardisleben, Hartroda und Löbichau. 2005 trat er in den Ruhestand. Nebenher gehörte er dem Ökumenischen Arbeitskreis der Evangelisch-Lutherischen Kirche in Thüringen an.

## Politik
1988 trat Domke in die CDU ein. Diese nominierte ihn für die Volkskammerwahl 1990 auf Platz 6 der Liste im Wahlkreis Leipzig. Über diesen zog er in die Volkskammer ein, deren Mitglied er bis zur Auflösung am 2. Oktober 1990 blieb.